# 110 mètres haies aux Jeux olympiques de 1896
Pour un article plus général, voir Athlétisme aux Jeux olympiques de 1896.
Navigation
Paris 1900
L'épreuve du 110 mètres haies aux Jeux olympiques de 1896 s'est déroulée les 7 et 10 avril 1896 dans le Stade panathénaïque d'Athènes, en Grèce.  Elle est remportée par l'Américain Thomas Curtis.

## Participants
Le rapport officiel ne mentionne que les deux premiers coureurs de chaque série et les sources sont parfois contradictoires sur d'éventuels autres participants.
La base de données du CIO en liste 15, dont seulement 6 auraient réellement concouru, mais, comme pour d'autres épreuves de cette olympiade, omet de comptabiliser les coureurs s'étant qualifié dans les séries mais n'ayant pas disputé la finale.
La base de données de référence, olympedia, en liste 17, dont 9 n'auraient pas réellement concouru.
On en arrive donc à une participation réelle de 8 coureurs représentant 6 nations pour cette première édition du 110 m haies masculin :
- Allemagne (1) : Kurt Doerry
- États-Unis (2) : Thomas Curtis et William Hoyt
- France (1) : Frantz Reichel
- Grande-Bretagne (1) :  Grantley Goulding
- Grèce (2) : Anastásios Andréou et Athanásios Skaltsogiánnis
- Hongrie (1) : Alajos Szokolyi

Les coureurs inscrits mais qui sont présumés n'avoir pas concouru sont les suivants :
- Allemagne (2) : Fritz Hofmann et Friedrich Traun
- États-Unis (3) : James Connolly, Fred Lord et Charles Vanoni
- Grèce (1) : Konstantinos Mouratis
- Hongrie (1) : Pál Péthy
- Suède (2) : Harald Arbin et Henrik Sjöberg

Il n'y a pas de favori clair, les meilleurs coureurs de l'époque, l'américain Stephen Chase, recordman du monde non officiel, et l'anglais Godfrey Shaw, n'étant pas présents. Les grecs considéraient leur coureur Anastásios Andréou, récent vainqueur de la distance aux Jeux Panhelléniques, comme imbattable, tandis que l'anglais Grantley Goulding semblait également très optimiste sur ses chances. Le futur vainqueur de l'épreuve, Thomas Curtis dira de lui qu'il n'a jamais vu un athlète si confiant. Le vainqueur des qualifications hongroises, Alajos Szokolyi, faisait également partie des prétendants.

## Format de l'épreuve
Les athlètes sont répartis en deux séries de quatre coureurs. Quatre séries étaient initialement prévues mais au vu des forfaits les coureurs ont été répartis finalement en deux séries seulement. Les deux premiers coureurs de chaque série sont qualifiés pour la finale.

## Records
Avant cette compétition, le record du monde (non officiel) dans cette discipline était le suivant :
| Record du monde | 15.4 s (non officiel) | Stephen Chase | New York (États-Unis) | 21 septembre 1895 |

Le premier record olympique a été fixé dans cette compétition.
Dans la première série, Grantley Goulding a fixé un record olympique inaugural à 18.4 secondes, lequel sera battu dès la seconde série par Thomas Curtis avec 18.0 secondes. Le même Curtis portera trois jours après, lors de la finale, le record à 17.6 secondes.
| Date          | Course  | Athlète           | Temps  | Notes |
| ------------- | ------- | ----------------- | ------ | ----- |
| 7 avril 1896  | Série 1 | Grantley Goulding | 18.4 s | OR    |
| 7 avril 1896  | Série 2 | Thomas Curtis     | 18.0 s | OR    |
| 10 avril 1896 | Finale  | Thomas Curtis     | 17.6 s | OR    |

## Médaillés
| Or            | Argent            | Bronze      |
| Thomas Curtis | Grantley Goulding | Non décerné |

## Résultats

### Séries (7 avril 1896)
Du fait des non partants, seuls deux séries de quatre coureurs sont organisées, au lieu des quatre initialement envisagées.

#### Série 1
Cette première série est controversée. Il semble qu'initialement l'un des favoris, le hongrois Alajos Szokolyi était en tête, mais bute sur la dernière haie, ce qui permet à l'anglais Grantley Goulding de le dépasser et de remporter la course. La seconde place est contestée entre Szokolyi, qui a dû se relever, et le français Frantz Reichel. Le rapport officiel vise une qualification de Szokolyi, mais il semble en réalité que ce soit Reichel qui ait été finalement déclaré second par le jury et donc qualifié pour la finale. Le favori du public, le Grec Anastásios Andréou, termine dernier. Il est possible qu'il ait chuté lui aussi sur une haie, le rapport officiel faisant état de plusieurs chutes. Les temps ne sont pas connus, à l'exception de celui du vainqueur qui, en 18 secondes 4, fixe le premier record olympique.
| Rang | Athlète            | Pays            | Temps   | Notes | Qual. |
| ---- | ------------------ | --------------- | ------- | ----- | ----- |
| 1    | Grantley Goulding  | Grande-Bretagne | 18 s 4  | OR    | Q     |
| 2    | Frantz Reichel     | France          | Inconnu |       | Q     |
| 3    | Alajos Szokolyi    | Hongrie         | Inconnu |       |       |
| 4    | Anastásios Andréou | Grèce           | Inconnu |       |       |

#### Série 2
Cette seconde série est dominée par les coureurs américains. Thomas Curtis, déjà vainqueur la veille de sa série du 100 mètres remporte la course devant son compatriote William Hoyt, et améliore le record olympique fixé dans la série précédente. Les temps des suivants ne sont pas connus, ni le classement entre Kurt Doerry et Athanásios Skaltsogiánnis.
| Rang | Athlète                   | Pays       | Temps   | Notes | Qual. |
| ---- | ------------------------- | ---------- | ------- | ----- | ----- |
| 1    | Thomas Curtis             | États-Unis | 18 s 0  | OR    | Q     |
| 2    | William Hoyt              | États-Unis | Inconnu |       | Q     |
| 3–4  | Kurt Doerry               | Allemagne  | Inconnu |       |       |
| 3–4  | Athanásios Skaltsogiánnis | Grèce      | Inconnu |       |       |

### Finale (10 avril 1896)
Des quatre qualifiés trois jours plus tôt, seuls deux sont présents le 10 avril pour la finale, Thomas Curtis et Grantley Goulding, les deux vainqueurs des séries. William Hoyt se concentre sur le concours de saut à la perche, qui a lieu le même jour et qu'il remportera, et Frantz Reichel doit assister lors du marathon son compatriote Albin Lermusiaux. Alajos Szokolyi n'étant pas repêché pour autant, les deux favoris sont donc face à face. Goulding a une meilleure maîtrise technique des haies, mais Curtis une meilleure pointe de vitesse. L'anglais est donc en tête à la sortie des haies mais est rattrapé par l'américain sur la fin, et s'incline de quelques centimètres, Curtis améliorant au passage son propre record olympique en 17 secondes 6.
| Rang                               | Athlète           | Pays            | Temps  | Notes |
| ---------------------------------- | ----------------- | --------------- | ------ | ----- |
| Médaille d'or, Jeux olympiques     | Thomas Curtis     | États-Unis      | 17 s 6 | OR    |
| Médaille d'argent, Jeux olympiques | Grantley Goulding | Grande-Bretagne | 17 s 7 |       |
| —                                  | William Hoyt      | États-Unis      | DNS    |       |
| —                                  | Frantz Reichel    | France          | DNS    |       |